# Дольский, Даниил
Даниил Дольский (Даниэлюс Дольскис, идиш דניאל דאלסקי‎, лит. Danielius Dolskis, настоящая фамилия — Бройдес; 13 апреля 1890, Вильна — 3 декабря 1931, Каунас) — русский и литовский шансонье, певец, актёр, режиссёр, журналист, писатель. Пионер литовской эстрады. Член Санкт-Петербургского Союза драматических писателей и композиторов. В советское время его пластинки были запрещены к ввозу в СССР и более полувека имя замалчивалось.

## Биография
Даниил Бройдес родился 13 апреля 1890 года в Вильне в семье виленского еврейского коммерсанта Михаила Бродеса. Д. Бройдес изучал правовое дело в Санкт-Петербургском университете, а затем обучался в частной актёрской школе. Был полиглотом и кроме русского языка в совершенстве говорил на иврите, латыни, сербском, литовском, французском, немецком, испанском, итальянском и других языках.
С 1911 года дебютировал на эстраде Санкт-Петербурга как Даниил Дольский. Жил по адресу Санкт-Петербург, ул. Ивановская, 13, потом на перекресток Чернышева, 20 (ныне ул. Ломоносова), а затем на ул. Николаевская, 16 (ныне ул. Марата). Выступал в Санкт-Петербургском ресторане «Вилла Роде». Выступал в Театре-кабаре «Палас». В рекламных изданиях того времени, когда ему было всего двадцать лет он уже описывается как любимец публики в Санкт-Петербурге и Москве. Амплуа включало театральные оперетты, юморески, пародии общественных деятелей того времени. В том же году давал много концертов в Москве, Одессе, Киеве.
После Октябрьской революции он путешествовал по Европе, переехал в Ригу и пел с оркестром Оскара Строка, а также гастролировал за границей. В 1917 году с 20 июля по 10 августа показывал свою юмористическую программу в Рижском интимном театре, в 1918 году играл в Одессе, 4 сентября 1919 выступал в Гротескном театре в Харькове с комедией «Дамская болтовня».
В апреле 1922 года гастролировал в театре Максим в Софии и в прессе тех лет писали, что он «не добивался дешёвого успеха в своей программе, он культурный художник, который тщательно работал над каждым выпуском своего крупного спектакля».
В 1923 году приехал в Берлин, где выступал на различных мероприятиях, в ресторанах, на вечеринках и в оперетте и попробовал свои силы в роли театрального режиссёра. С конца 1923 года Дольский работал артистом Русского театрально-музыкального зала в Белграде и представлял программу на сербском языке. В 1925 году вернулся в Берлин.
9 апреля 1926 в Берлине состоялся благотворительный вечер по случаю 15-летнего юбилея Даниила Дольского на сцене. На мероприятии Д. Дольский выступил в главной роли в оперетте «Король веселится». В том же месяце он снова посетил Ригу, где показал свою программу с 27 апреля по 2 июня на Рижском кинофоруме (пересечение улиц Сколас и Элисабетес). 7 октября 1926 года выступил в Штутгарте со спектаклем «Вокруг света», сделанном по своей постановке, а затем выступал в отеле Majestic в Париже.

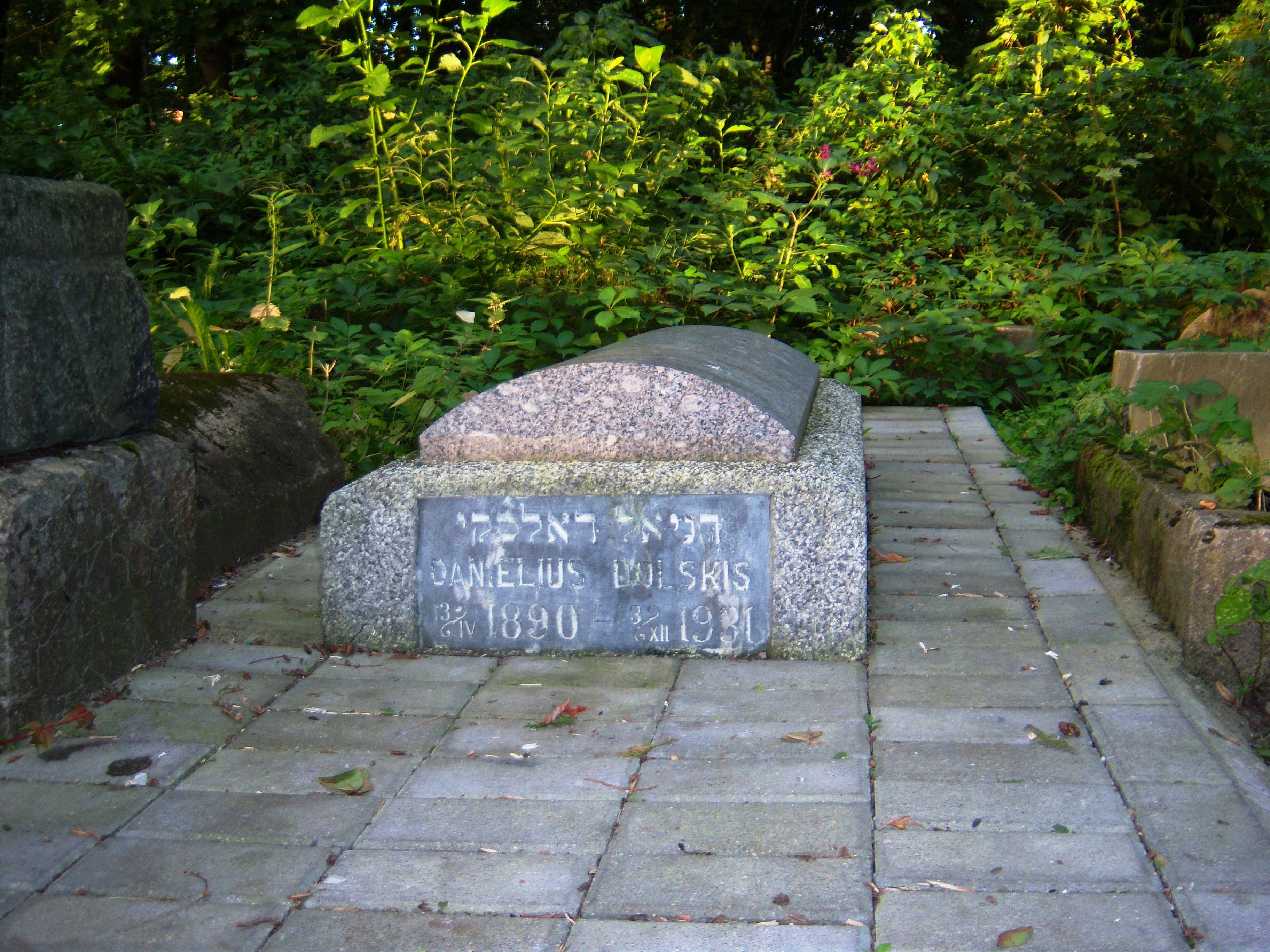
Могила Д. Дольскиса на еврейском кладбище Жалякальниса в Каунасе

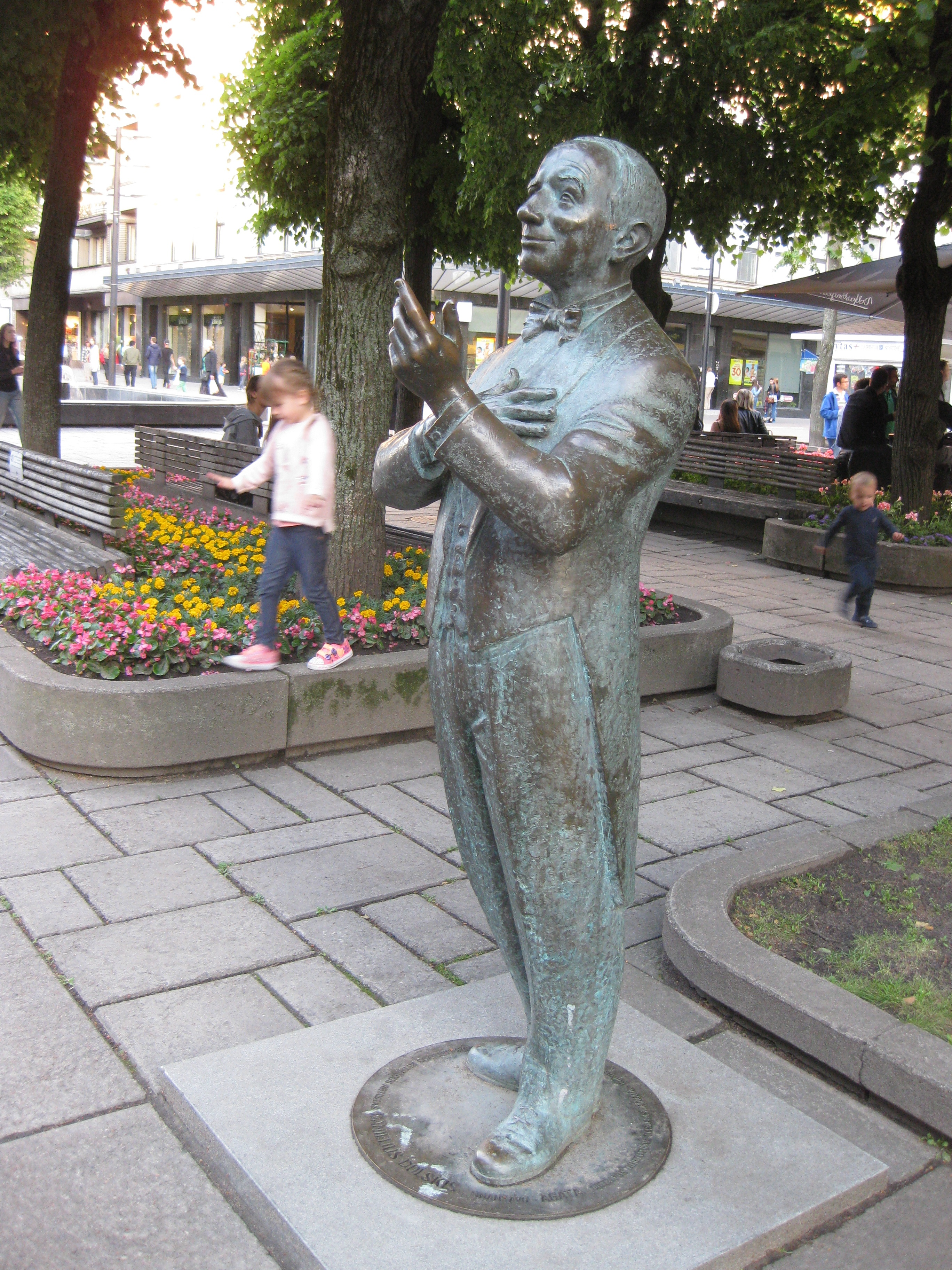
Памятник Д. Дольскису на аллее Свободы в Каунасе

В 1928 году Д. Дольский снялся в немом кино «Царский адъютант» («Адъютант дез Зарен») режиссёра Владимира Стрижевского, где он сыграл слугу князя Курбского. В 1929 году переехал в Каунас. Его песни «Let Me Man», «Литва», «Палангское море», «Я люблю летние васильки», «Elyte, You Love» и многие другие стали классикой литовской поп-музыки. В прессе тех лет современники писали: «Каждый вечер собирается полный зал Версаля. […] На самом деле это человек незаурядных способностей, он не только за полгода в совершенстве выучил литовский язык, но и создал стихийный жанр литовского двустишия и повествования, которого у нас не было до сих пор. Что мы могли слышать на так называемых „малых сценах“ перед Дольским ?! Мы слушали программу на всех языках, только не на литовском. А если на литовском, лучше не упоминать. А те литовские артисты, которые могли дать что-то хорошее „маленькой сцене“, не могут этого сделать, потому что они всем сердцем преданы большой сцене». Он был первым кто из всех иностранных артистов, побывавших в Каунасе, решил выучить литовский язык, чтобы не обидеть литовскую публику, не понимающую русский язык.
В один из зимних вечеров, после выступления в Версальском кафе он согрелся, а затем выпил холодного пива, заболел пневмонией и спустя несколько дней умер. Скончался 3 декабря 1931 года в Каунасе. Похоронен на Жалякальнисском еврейском кладбище. Местонахождение могилы многие годы было неизвестно. Ныне могила Д. Дольскиса внесена в Реестр культурных ценностей (уникальный код — 24617) и постоянно подвергается нападениям вандалов.

## Творческое наследие
В период с 1929 по 1931 год произведения Даниила Дольского были записаны компаниями «Хомокорд» в Берлине и «Колумбия» в Лондоне и вышли на 16 пластинках. (Экземпляры большей части таких пластинок хранится в музыкальном отделе Каунасской публичной библиотеки.) Среди выпущенных пластинок:

### Синглы
- D. Dolskis - Gegužinė / Su Armonika Į Braziliją // Columbia (1931)[8];
- D. Dolskis - Я Так Застенчив, Madame… / Циперович (Военная Сценка) // Columbia (1931)[9];
- D. Dolskis - Lietuvaitė / Leisk Man // Columbia (1931)[10];
- D. Dolskis - Sugrįžk!… / Marytė, Onytė, Katrytė… // Columbia (1931)[11];
- D. Dolskis - Aš Myliu Vasaros Rugiagėles / Palangos Jūroj // Columbia (1931)[12];
- D. Dolskis - Onyte, Einam Su Manim Pašokti / Čigonės Akys // Columbia (1931)[13];
- D. Dolskis - Amerikos Lietuvių Priėmimas Kumpiškiuose / Nuovadoje (Komiškas Vaizdelis) // Columbia (1931)[14];
- Dannil Dolskij – Я Так Застенчивъ, Мадамъ / "Циперовичъ", Военная Сценка // Columbia (1931)[15];
- D. Dolskis - Trečios Klasės Vagone / Nakties Traukinio Kontrolė // Homocord (1933)[16];
- D. Dolskis - Kaimo, Ligoninės Prieškambary / Kaip Mes Su Jonu Operą Žiūrėjom // Homocord (1933)[17];

### Сборники
- D. Dolskis - Šokių Rinkinys XIX // Karvelis — Chicago (1968)[18];
- Danielius Dolskis - Danielius Dolskis // Мелодия (Рига; 1989)[19];
- Danielius Dolskis - Danielius Dolskis // Мелодия (Рига; 1990)[19];
- Danielius Dolskis - Danielius Dolskis // Art & Electronics Lithuania (1992)[20];
- Danielius Dolskis - Danielius Dolskis // Art & Electronics Lithuania (1994)[20];
- Danielius Dolskis - Dainuoja Danielius Dolskis. 1929—1931 Metų Įrašai // Bomba Records Lithuania (2000)[21];
- Various – Legendiniai Mažosios Scenos Artistai XX A. 3-4 Deš. Kaunas = Legendary Musicians Of The Little Stage 1920s-1930s Kaunas, Lithuania // (2009)[22].

## Память
11 ноября 2007 года по инициативе певца Витаутаса Кернагиса (1951—2008) на аллее Лайсвес в Каунасе, напротив ресторана «Метрополис» был открыт памятник работы скульптора Ромаса Квинтаса.